# Velké Losiny (zámek)
Zámek Velké Losiny se nachází v obci Velké Losiny v okrese Šumperk, v geomorfologickém celku Hanušovická vrchovina. Zdejší renesanční zámek stojí na místě někdejší středověké tvrze.
Místo proslulo nechvalně známými čarodějnickými procesy, které se zde odehrávaly v letech 1678–1696 a padlo jim za oběť 56 osob (mezi nimi byl například i katolický duchovní Kryštof Lautner). Tyto procesy se staly předlohou pro knihu od spisovatele Václava Kaplického Kladivo na čarodějnice. Podle tohoto díla byl natočen roku 1969 i stejnojmenný film režiséra Otakara Vávry.
Areál zámku je památkově chráněn, v roce 1995 byl prohlášen národní kulturní památkou. Je ve vlastnictví státu (správu zajišťuje Národní památkový ústav) a je přístupný veřejnosti.

## Historie

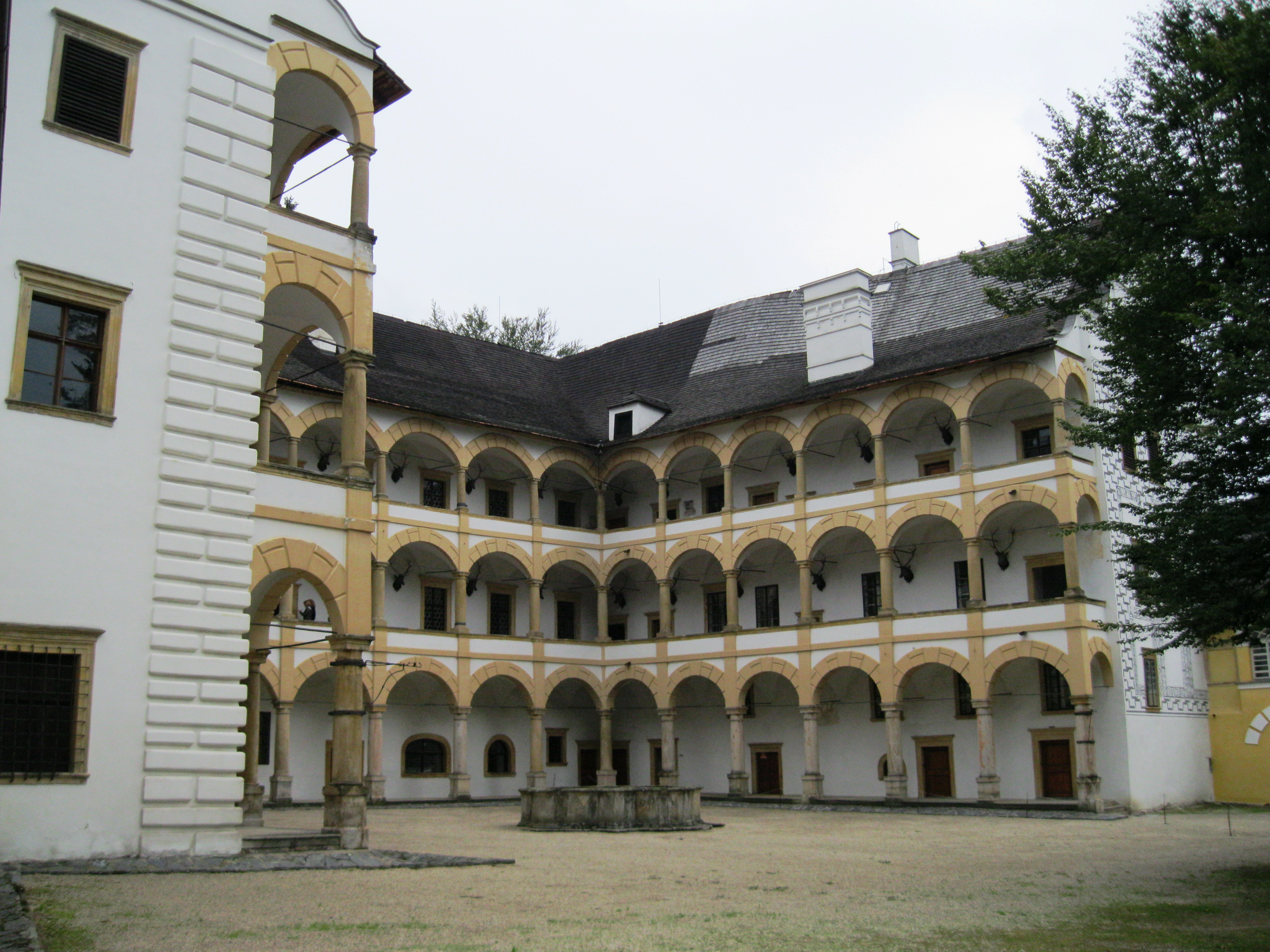
Z části otevřené nádvoří zámku s třemi patry arkád

Předchůdcem dnešního zámku byla vodní tvrz, která patrně vznikla již někdy ve 14. století. Roku 1496 získali tvrz Žerotínové. Stará tvrz ale novým majitelům nevyhovovala a tak začala být roku 1531 přestavována na renesanční zámek. Iniciátorem přestavby byl Jan mladší ze Žerotína. Tento velmož se zasloužil o vznik nedaleké papírny a také nechal vybudovat velkolosinské lázně.
V období náboženských nepokojů se losinští Žerotínové postavili na stranu protestantských stavů, ale po jejich porážce přišli o tři čtvrtiny svého majetku - poslední čtvrtinu měli prodat. Na svých losinských statcích ale zůstali, a dokonce je v roce 1642 od Habsburků za 100 000 zlatých vykoupili zpět s podmínkou, že do tří měsíců přestoupí na katolickou víru. Jan Jetřich ze Žerotína a jeho bratr Přemek II. tak však nikdy neučinili. Učinil tak až Přemek III., syn Přemka II. Ten, ze strachu před církevními hodnostáři, odmítl svého otce pohřbít v rodinné hrobce (jeho tělo bylo pohřbeno losinskými sedláky). Přemek III. zahájil raně barokní přestavbu zámku, ale již ji nedokončil (zemřel roku 1673).
Jako regentka dvou nezletilých Přemkových dětí a správkyně pozůstalosti se k moci dostala Přemkova sestra Angela Sibylla z Galle, rozená Žerotínová, na jejíž popud byly rozpoutány čarodějnické procesy, které vedl samozvaný inkvizitor a kandidát práva Jindřich František Boblig z Edelstadtu. Toto běsnění zastavil až plnoletý Jan Jáchym ze Žerotína roku 1696. Jan Jáchym byl vlivný šlechtic, mimo jiné císařský komoří a přísedící nejvyššího soudu pro Moravu. Za jeho působení byl zámek rozšířen o dvoupodlažní barokní křídla s arkádovými ochozy. Úpravy pokračovaly i po smrti Jana Jáchyma.
Na počátku 19. století se zdejší Žerotínové dostali do finanční tíže a tak zámek prodali Lichtenštejnům. Po osvobození v roce 1945 získal zámek stát.
| Rok  | Počet návštěvníků |
| ---- | ----------------- |
| 2015 | 32 821            |
| 2016 | 33 271            |
| 2017 | 37 926            |